# Shield
Shield var ett hardcoreband från Umeå, Sverige som bildades 1993. Gruppens första skivmedverkan var med låten "Outside" på samlingsskivan Straight Edge as Fuck I Desperate Fight Records 1994, då under bandnamnet Solitude. Bandet bytte därefter namn till Shield eftersom det sedan tidigare fanns flera andra musikakter med namnet Solitude och man ville inte förväxlas med dessa. 1994 släpptes debut-EP:n Build Me Up... Melt Me Down..., även den på Desperate Fight Records.
Gruppens första och enda studioalbum Vampiresongs utgavs 1995 på Desperate Fight Records. Samma år medverkade Shield med den tidigare outgivna låten "Kaleidoscope" på samlingen Straight Edge as Fuck II. Året efter medverkande man med The Misfits-covern "Ghouls Night Out" på tributskivan Children in Heat. Bandet splittrades senare samma år innan deras andra album Sweetest Poetry skulle släppas.
Bandnamnet betydde inget speciellt utan var ett ord som trummisen Erik Vännström hittade i en ordbok.

## Medlemmar
- Johan Hillebjörk - sång
- Erik Vännström - trummor
- Marcus Eriksson - gitarr
- Magnus Vinblad - gitarr
- Per Andersson - bas
- Inge Klungseth - bas (Sweetest Poetry)

## Diskografi
- 1994 – Build Me Up... Melt Me Down... (Desperate Fight Records)
- 1995 – Vampiresongs (Desperate Fight Records)

### Medverkan på samlingsskivor
- 1994 - Straight Edge as Fuck I (med låten "Outside", under bandnamnet Solitude, Desperate Fight Records)
- 1995 - Straight Edge as Fuck II (med låten "Kaleidoscope", Desperate Fight Records)
- 1995 - Ät detta morsgris (med låten "Anima Annihiltation", Birdnest Records)
- 1996 - Birdnest for 10 Marks (med låten "Anima Annihiltation", Birdnest Records)
- 1996 - Children in Heat (med låten "Ghouls Night Out", cover på The Misfits, Hellbound Heart Records)